# American Pie: Zjazd absolwentów
American Pie: Zjazd absolwentów (ang. American Reunion) – amerykański film komediowy z 2012 roku w reżyserii Jona Hurwitza i Haydena Schlossberga, ósmy film z popularnej serii American Pie.

## Fabuła
Latem, 1999 mury szkoły East Great Falls High w małym miasteczku w Michigan opuścił kolejny rocznik. Świeżo upieczeni absolwenci, pełni pomysłów i energii, wchodząc w dorosłe życie, chcieli zakładać rodziny, robić kariery, podbijać świat. Po ponad 10 latach spotykają się na szkolnym zjeździe. Podczas przedłużonego weekendu odkrywają, że mimo upływu czasu i odległości jaka ich podzieliła, łącząca ich przyjaźń przetrwała. Jim i Michelle mają dziecko i problemy związane z brakiem seksu. Stifler, który w szkole zajmował się głównie organizowaniem imprez, jest teraz pracownikiem tymczasowym, nękanym przez faceta, któremu kiedyś dokuczał. Nie ma już kontaktu z przyjaciółmi i jest trochę samotny. Oz odniósł sukces jako sprawozdawca sportowy i wziął udział w programie tanecznym z udziałem celebrytów. Ma piękną dziewczynę, ale w domu czuje się trochę nieswojo. Kevin, chociaż jest szczęśliwym mężem czuje się jak gospodyni domowa, której ulubionym programem jest „The Real Housewives”. Potrzebuje emocji, które może mu zapewnić właśnie weekendowy zjazd absolwentów, bo jest okazją do snucia wspomnień z młodzieńczych lat i świetnej zabawy. Spokojne spotkanie wymyka się jednak spod kontroli.

## Obsada
- Jason Biggs jako James „Jim” Levenstein
- Alyson Hannigan jako Michelle Flaherty-Levenstein
- Thomas Ian Nicholas jako Kevin Myers
- Chris Klein jako Chris „Oz” Ostreicher
- Seann William Scott jako Steve Stifler
- Eddie Kaye Thomas jako Paul Finch
- Tara Reid jako Victoria „Vicky” Lathum
- Shannon Elizabeth jako Nadia
- Natasha Lyonne jako Jessica
- Mena Suvari jako Heather
- Chris Owen jako Chuck Sherman
- Eugene Levy jako Noah Levenstein
- Jennifer Coolidge jako mama Stiflera
- John Cho jako John
- Katrina Bowden jako Mia
- Jay Harrington jako Ron
- Zane Wind jako Mitch
- Charlene Amoia jako Ellie
- Dania Ramirez jako Selena
- Chuck Hittinger jako Marco
- Vik Sahay jako Prateek Duraiswamy
- Molly Cheek jako mama Jima
- Chuck Hittinger jako AJ
- Kim Wall jako Susan
- Autumn Dial jako Alexa